# Румыны в Венгрии
В настоящее время румыны в Венгрии (рум. Românii din Ungaria, венг. Magyarországi románok) составляют незначительное меньшинство. Согласно последним данным венгерской переписи 2011 года (которые проводились на основе принципа самоопределения), население румын составило 35 641 человек или 0,3% от общего числа населения страны, тем самым значительно увеличившись по сравнению с 8 482 человек или 0,1% в 2001 году. Румыны живут в основном в городах и деревнях, расположенных вблизи румынской границы, как то в Баттонье, Элеке, и в Дьюле. Также они живут и в венгерской столице, Будапеште.

## История

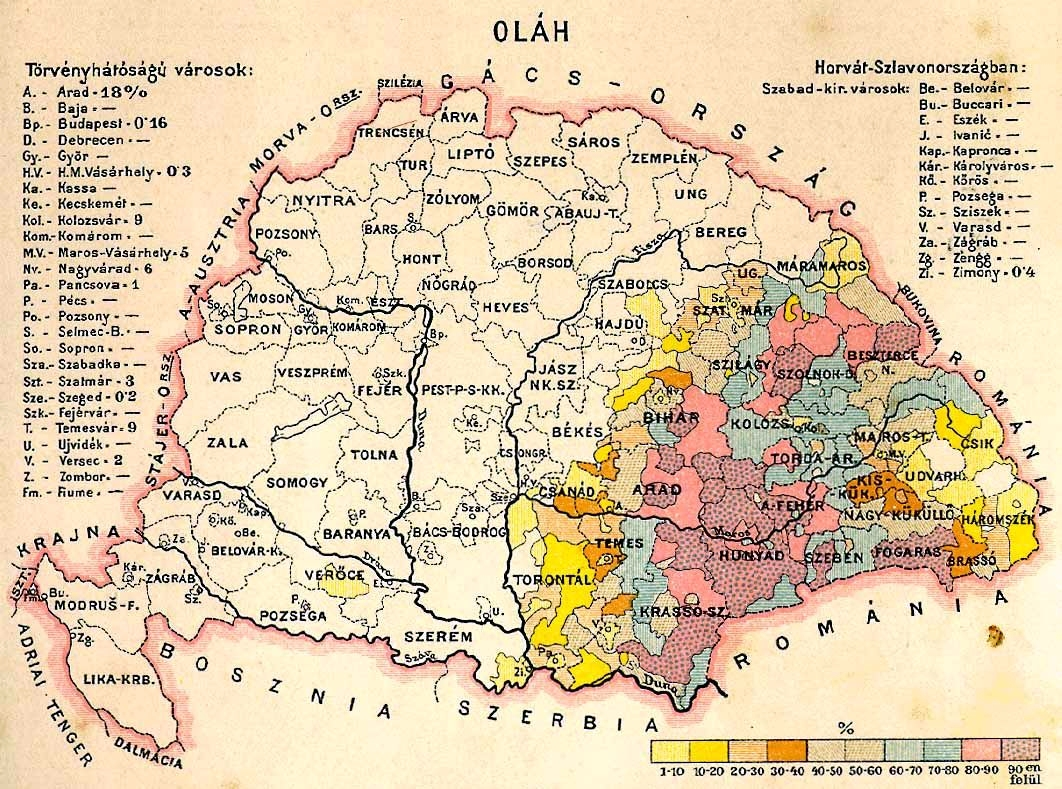
Румыны в Венгрии по данным переписи 1890 года

Исторически сложилось так, что значительная часть земель современной Румынии принадлежала королевству Венгрия.
Независимо от факта румынского присутствия/не присутствия в Трансильвании до её завоевания венграми (см. происхождение румын), первые письменные источники о румынских поселениях датируются XIII веком. В одной из летописей в 1283 году упоминается о деревне Олателук, где жили румыны. «Земля румын» (1222, 1280) находилась в Фэгэраше: эта территория упоминается под другим именем (Олаши) в 1285 году. Впервые якобы румынское имя «Ола» в Венгрии упоминается в одной из королевских хартий 1258 года. В то время румыны проживали в Трансильвании, Банате, Мармароше и Парциуме.
После Трианонского договора Венгрия стала практически полностью этнически однородным государством, где лишь 10,4% населения составляли национальные меньшинства, из которых 6,9% были немцы, румын же в стране проживало около 0,3%. 
Численность румын в Венгрии резко увеличилось на короткий период во время Второй мировой войны , когда Венгрия аннексировала части Чехословакии, Румынии и Югославии. Эти аннексии были подтверждены в рамках Мюнхенского соглашения, двух Венских арбитражей (1938 и 1940). В частности, в Северной Трансильвании, по данным венгерской переписи 1941 года, проживало 53,5% венгров и 39,1% румын.
После Второй мировой войны Венгрия стала ещё более этнически однородным государством, чем во время межвоенного периода: к 1980 году в стране проживало 99% венгров (см. население Венгрии).